# Rui Sinel de Cordes
Rui Vasco Pereira Sinel de Cordes (Lisboa, Santa Isabel, 13 de Fevereiro de 1980) é um ator, humorista e ex-apresentador de televisão português. Foi pioneiro do humor negro em Portugal, autor de vários programas de televisão de sucesso e de espetáculos de stand-up comedy ao vivo.

## Genealogia
Filho de Vasco Rui da Cruz Sinel de Cordes (Lisboa, Santa Isabel, 5 de agosto de 1956), empregado comercial e gestor de sistemas de informação, e de sua primeira mulher (Lisboa, Santa Isabel, Registo Civil, 5 de novembro de 1977), Maria de Fátima Pereira, neto paterno de Rui Nuno Ferreira de Carvalho Sinel de Cordes (Oeiras, Barcarena, Ribeira Abaixo, Quinta de Nossa Senhora da Conceição ou Quinta Sinel de Cordes, 3 de maio de 1927 - Sintra, Cacém, 2008), funcionário do Banco Nacional Ultramarino, em Lisboa, e de sua mulher (Oeiras, Barcarena, Ribeira Abaixo, Quinta de Nossa Senhora da Conceição ou Quinta Sinel de Cordes, 24 de agosto de 1952), Maria Emília Augusto da Cruz (Lisboa, Benfica, 13 de abril de 1933), e bisneto de João Sinel de Cordes (Oeiras, Barcarena, Ribeira Abaixo, Quinta de Nossa Senhora da Conceição ou Quinta Sinel de Cordes, 1 de janeiro de 1892 - Lisboa, Santa Isabel, 13 de agosto de 1973), funcionário Superior do Banco Nacional Ultramarino, em Lisboa, e de sua mulher (Oeiras, Barcarena, Ribeira Abaixo, Quinta de Nossa Senhora da Conceição ou Quinta Sinel de Cordes, 22 de agosto de 1921) Preciosa Ferreira de Carvalho (Oeiras, Barcarena, 13 de dezembro de 1902 - Lisboa, Nossa Senhora de Fátima, Hospital Curry Cabral), este irmão mais novo de Joaquim Sinel de Cordes e sobrinho paterno de João José Ludovice Sinel de Cordes.
Os pais, casados apenas civilmente, separaram-se quando ele tinha três anos e são divorciados.
Tem um irmão consanguíneo do segundo casamento do pai com Liliane Correia, Vasco António Correia Sinel de Cordes.7

## Biografia
Concluiu o ensino secundário na Escola Secundária D. Pedro V e é licenciado em Ciências da Comunicação pela Faculdade de Ciências da Comunicação da Universidade Autónoma de Lisboa. Escritor e webdesigner, iniciou-se no teatro amador, passando por vários cursos e workshops até chegar ao stand-up comedy, na vertente de humor negro. Em 2002, foi cofundador do Escrita Criativa.
Apresentador dos programas Gente da Minha Terra e Gente da Minha Terra: Europa, na SIC Radical. Colaborou também com o jornal Record durante vários anos. Em 2012, foi o primeiro humorista a ser processado pela Entidade Reguladora da Comunicação. No mesmo ano, em abril, escreveu e apresentou o espetáculo Black Label, o seu primeiro solo que esgotou tanto o Coliseu de Lisboa como o do Porto. Seguiu-se Punchliner, no Cinema São Jorge, a 13 de fevereiro de 2013, no seu 33.º aniversário, onde, e mais uma vez, Rui Sinel de Cordes esgotou a Sala Manoel de Oliveira.[[[Wikipédia:Livro de estilo/Cite as fontes|carece de fontes]]]
Integrou a TVI por breves meses, onde foi o autor do programa diárío Roleta Russa, transmitido no canal por cabo +TVI, e foi ainda comentador fixo no programa de futebol Contragolpe, na TVI24.
Depois de integrar o festival Villari-te, o humorista apresentou em 2014, com Paulo Almeida e Rui Cruz, o espetáculo Anjos Negros.
A 14 de março de 2015, esgota o Teatro Sá da Bandeira com o espetáculo Isto Era Para Ser Com o Sassetti, com Paulo Almeida.
Em 2015, regressou à televisão com o programa Very Typical na SIC Radical. No ano seguinte apresentou por todo o país o espectáculo Cordes Out.
Em abril de 2025, Sinel de Cordes foi anunciado como o vencedor da categoria Estrela Cadente, do evento satírico Prémio Unicórnio Voador, da Comcept, relativo ao ano de 2024. A nomeação foi justificada pela Comcept por Sinel de Cordes «[se ter confessado] desgostoso com a falta de espírito crítico de humoristas que ficaram ao lado dos governos e denegriram os “chalupas” durante a pandemia".

## Televisão
- Coautor da adaptação e guião da sitcom Aqui Não Há Quem Viva (SIC).
- Coautor da adaptação e guião da sitcom Cenas do Casamento (SIC).
- Coautor do programa O Desporto Favorito dos Homens (SportTV).
- Ator e coautor de alguns sketches do programa Fogo Posto (SIC Radical).
- Autor e intérprete do programa Preto no Branco (SIC Radical).
- Autor e intérprete do programa Gente da Minha Terra (SIC Radical).
- Autor e apresentador do programa O quê? A Radical já faz 10 anos? (SIC Radical).
- Autor e intérprete do programa Gente da Minha Terra: EUROPA I e II (SIC Radical).
- Autor e Intérprete do programa Very Typical (SIC Radical).
- Apresentador Roast Toy (TVI).

## Cinema
- Dobragem de vozes para o filme de animação A Viagem de Chihiro.
- Coautor do argumento da curta-metragem Jackpot.

## Teatro
- Coautor da peça de Teatro “A Farsa de Noé”, levada a cena na SIGC.
- Coautor e ator da sketch-comedy “AA – Terapias de Grupo” (SIGC), “AA - Matrioshka” (Teatro Mundial, São Luiz) e “AA – Mais um LP” (Teatro Mundial).

Solos
- Autor e Intérprete do espetáculo de stand-up comedy Black Label
- Autor e Intérprete do espetáculo de stand-up comedy Punchliner
- Autor e Intérprete do espetáculo de stand-up comedy Anjos Negros (com Paulo Almeida e Rui Cruz).
- Autor e Intérprete do espetáculo de stand-up comedy Isto era para ser com o Sassetti
- Autor e Intérprete do espetáculo de stand-up comedy Je Suis Cordes
- Autor e Intérprete do espetáculo de stand-up comedy Cordes Out
- Autor e Intérprete do espetáculo de stand-up comedy London Eyes
- Autor e Intérprete do espetáculo de stand-up comedy Memento Mori
- Autor e Intérprete do espetáculo de stand-up comedy Boémio
- Autor e Intérprete do espetáculo de stand-up comedy É o Fim (parte 1)
- Autor e Intérprete do espetáculo de stand-up comedy É o Fim (parte 2)
- Autor e Intérprete do espetáculo de stand-up comedy Acordei e Escolhi Violência[6]

## Rádio
- Coautor e voz-off da radionovela “Quem És Tu Zé Tó” (Antena1).
- Coautor do programa “Cómicos de Garagem” (Antena3).
- Coautor e locutor do programa "Só Falo Do Que Não Sei" (Super FM).

## Internet
- Autor em www.rsc.pt e http://twitter.com/RuiSinelCordes
- Convidado por diversas vezes para Os Incorrigíveis do SAPO.
- Autor e Intérprete das crónicas em vídeo sobre o Euro 2012 "Mind Games" (IOL/ MaisFutebol).
- Participação na secção "Mitrologia" do portal SAPO.
- Foi convidado do podcast de Alexandre Farripas, o "Fãrripas".

## Imprensa Escrita
- Coautor de coluna diária de humor no jornal Destak.
- Coautor de “Off the Record” - colunas diárias e páginas especiais de humor no jornal Record.

## Livros
- Monstro[7] (autobiografia)

## Prémios
| Ano  | Prémio           | Categoria                    | Resultado | Nota 1          | Nota 2                 |
| ---- | ---------------- | ---------------------------- | --------- | --------------- | ---------------------- |
| 2019 | Globos de Ouro   | Humor - Personalidade do Ano | Indicado  |                 |                        |
| 2025 | Unicórnio Voador | Estrela Cadente              | Venceu    | Prémio satírico | Prémio relativo a 2024 |